# Skimove
De skimove is een danspas op jumpstyle, een muziekgenre, ontstaan in België eind jaren 1990. Deze dansbeweging vindt zijn grondbeginselen in het zogenaamde hakken op hardcore house muziek (150-160bpm), maar vereist langzamere muziek (140-145bpm).
De skimove (skiën) maakt deel uit van jumpen. 
Werd voor het eerst in dancing Cherry Moon te Lokeren gedaan, waarna Lagoa het met een iets andere stijl overnam.
Toen werd op de beat ook nog eens voorover en terug geleund, net zoals op de duojump. De nieuwere generatie jumpers doen dit echter niet meer.

## De choreografie
De skimove is je been voor het andere en terug zetten, en dit zo snel dat er nooit meer dan 1 voet tegelijk op de grond staat.
Bij de eerste soort skimove werden op elke bas de benen gespreid, het ene voor het andere, en kwam men met beide voeten elke bas neer waarna de voeten gewisseld werden. Daarom dat het eerst ook langlaufen genoemd werd.
Bij het naar voor en naar achter bewegen van je been is het de bedoeling dat je je been buigt.
Af en toe kan je voor de afwisseling je been 2 maal buigen; dit allemaal in de maat van de muziek.
Ook worden er behalve ingestudeerde pasjes ook freestyle moves uitgevoerd.